# Iglesia de Santa Eulalia de Mérida (Cardeñuela Riopico)
La iglesia de Santa Eulalia de Mérida es una iglesia parroquial católica de principios del siglo XVI de estilo gótico renacentista situada en la localidad burgalesa de Cardeñuela Riopico (España). Está dedicada a Santa Eulalia de Mérida. Se trata de uno de los bienes asociados al Camino de Santiago que aparecen en la documentación enviada para la aprobación en 2015 por la Unesco de la ampliación del Camino de Santiago en España a «Caminos de Santiago de Compostela: Camino francés y Caminos del Norte de España».
Fue construida seguramente sobre un templo anterior. Cuenta con gruesos muros y contrafuertes, bóveda de nervios, dos capillas laterales y espadaña con grandes campanas. La portada, de estilo renacentista, cuenta con una piedad de piedra.
En su interior destaca un retablo en el altar mayor dedicado a Santa Eulalia obra de Felipe de Vigarny, la única que salió de la catedral de Burgos. El retablo fue encargado por el canónigo Gonzalo Díez de Lerma en 1523 para su sepulcro en una capilla de la catedral de Burgos. Estuvo en la capilla de la Presentación hasta que fue comprado por los vecinos al cabildo de la catedral en el siglo XVIII por 1500 reales. Al trasladarse a Cardeñuela Riopico las escenas, los nichos y parte de la estructura se coloraron de forma desordenada. Al retablo le falta el remate y tiene una mezcla de elementos originales y otros barrocos para fijarlo. La imagen central del retablo, la Sagrada Familia de Sebastiano del Piombo, está en la catedral de Burgos. En octubre de 2017 una asociación de vecinos de la localidad impulsó una iniciativa para intentar recaudar 50 000 euros necesarios para su restauración, recibiendo donativos y realizando rifas, conciertos y mercadillos solidarios.